# Cleopatra (film 1963)
Cleopatra è un film del 1963 diretto da Joseph L. Mankiewicz.
La sceneggiatura è stata adattata da Sidney Buchman, Ben Hecht, Ranald MacDougall e Joseph L. Mankiewicz dal libro di Carlo Maria Franzero. Il colossal, celebre per il suo spropositato budget, è interpretato da Elizabeth Taylor, Richard Burton, Rex Harrison, Roddy McDowall e Martin Landau. La fotografia, in 70 mm Todd-AO, è a cura di Leon Shamroy e Jack Hildyard. Tenendo conto dell'inflazione, è tutt'oggi il film più costoso della storia.

## Trama

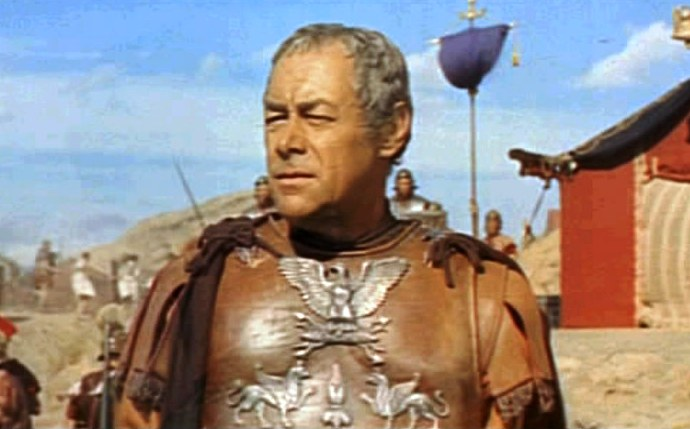
Rex Harrison è Gaio Giulio Cesare

Cesare ha sconfitto Pompeo, che è fuggito verso l'Egitto, per ottenere l'appoggio del giovane faraone Tolomeo XIII e di sua sorella Cleopatra. 
Cesare insegue Pompeo ed entra con le sue navi ad Alessandria, dove incontra il faraone e i suoi cortigiani. Potino, eunuco e consigliere del re, si guadagna l'antipatia di Cesare quando gli presenta la testa mozza di Pompeo in un vaso, una morte considerata indegna per un condottiero romano. 
 Non appena Cesare si è insediato nel palazzo, Apollodoro (servo fedele di Cleopatra) gli porta un prezioso tappeto in regalo. Cesare srotola il tappeto e ne fa uscire sorpreso la giovane e bella Cleopatra, che ha usato questo espediente per avvicinarlo. Cesare interpreta il gesto della principessa come una dimostrazione di grande coraggio e tenacia. 

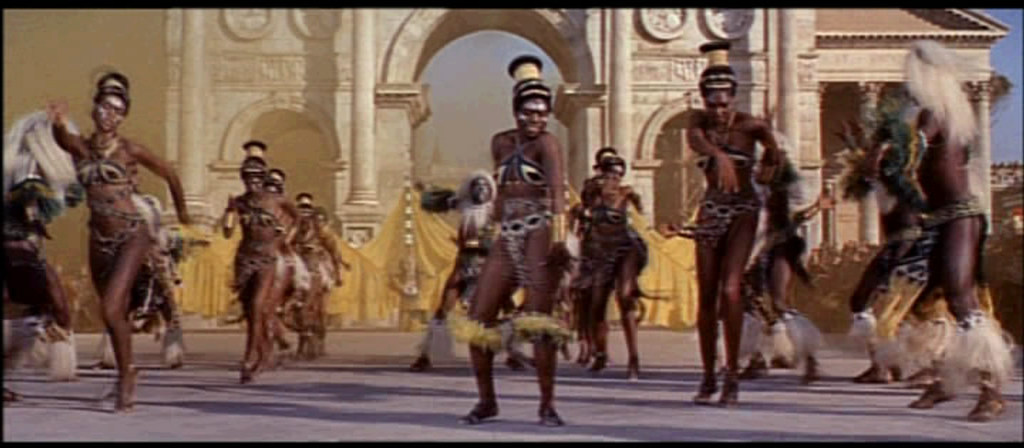
Trionfo a Roma

 Durante la notte, la flotta egiziana viene data alle fiamme per ordine di Cesare, ma le fiamme si propagano agli edifici di Alessandria, tra i quali la celebre biblioteca che viene distrutta, con sgomento di Cleopatra. 

Le truppe di Tolomeo attaccano il palazzo, ma i rinforzi attesi da Cesare arrivano e prevalgono. Il giorno seguente Cesare fa da arbitro sul conflitto tra Tolomeo e Cleopatra. Potino viene condannato a morte e Tolomeo e il suo precettore sono mandati in battaglia contro l'esercito romano. Cleopatra viene così incoronata come unica sovrana d'Egitto. Dopo l'incoronazione, Cleopatra fa progetti con Cesare dinanzi alla tomba di Alessandro il Grande e annuncia di essere incinta. Dà poi alla luce Tolomeo Cesare, che il condottiero riconosce come proprio figlio. 

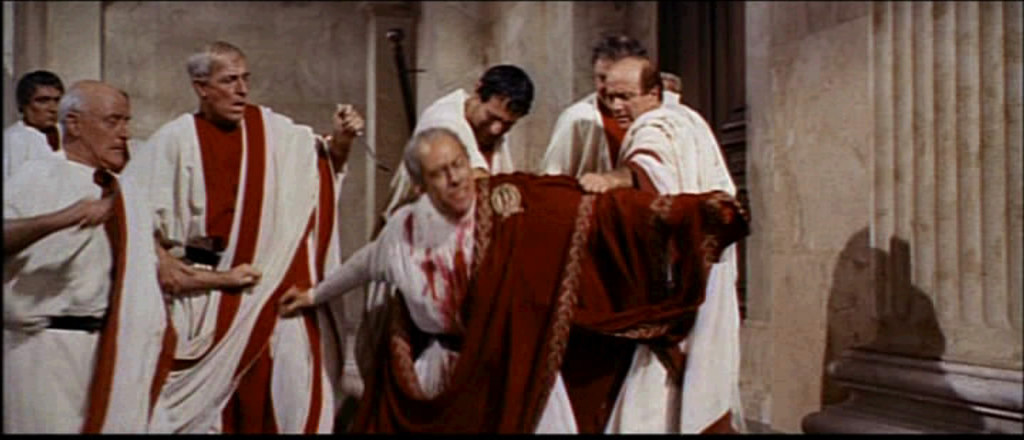
Assassinio di Cesare in Senato

 Dopo essere stato nominato dittatore a vita, Cesare invita Cleopatra a Roma, dove la regina conquista in trionfo l'ammirazione del popolo. Il giorno delle idi di marzo (15 marzo) nonostante gli avvertimenti di sua moglie Calpurnia e di Cleopatra, Cesare si reca in Senato, dove viene pugnalato a morte. 
Al termine delle onoranze funebri, Ottaviano viene riconosciuto quale erede di Cesare. La regina d'Egitto comprende che nell'immediato non ha alcuna possibilità di far valere i diritti di suo figlio e che, anzi, restando a Roma sono in pericolo di vita. Nonostante le rassicurazioni di Antonio, riparte nottetempo per l'Egitto. Dopo poco tempo tutti i congiurati assassini di Cesare pagano con la vita il loro omicidio: chi cadendo nella battaglia di Filippi e chi, come Bruto, per sua stessa mano.
Antonio stabilisce il secondo triumvirato con Ottaviano e Lepido: i tre si dividono il territorio mettendo Lepido a capo delle province africane, Ottaviano a capo della Spagna e della Gallia e Antonio a capo delle province orientali. Mentre comincia a pianificare la campagna contro i Parti, Antonio si rende conto di aver bisogno di denaro e supporto logistico e di poterlo trovare soltanto in Egitto. La regina Cleopatra, dopo numerosi inviti da parte di Antonio, accetta di incontrarlo a Tarso. La regina ha preparato una grandiosa festa sulla sua nave, che culmina in una danza orgiastica in onore del dio Bacco. 

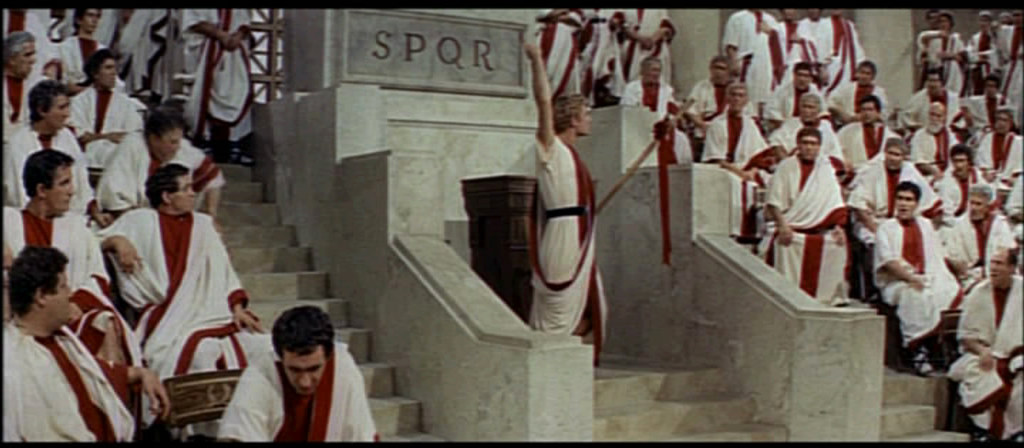
Ottaviano dichiara guerra all'Egitto

Antonio, ubriaco e disorientato, raggiunge le stanze di Cleopatra. La regina lo tratta con sufficienza finché lui non le strappa la preziosa collana, ricordo di Cesare. I due trascorrono la notte insieme, dando sfogo alla forte passione reciproca da tempo esistente ma soffocata. Tempo dopo, Antonio fa ritorno a Roma e Ottaviano gli offre un matrimonio di stato con sua sorella Ottavia. Il condottiero non può rifiutare. La furia di Cleopatra, tradita come donna prima ancora che come sovrana, è inarrestabile: distrugge abiti e oggetti che Antonio ha lasciato nel suo palazzo e lacera a colpi di spada le coltri del letto dove lei e Antonio hanno consumato il loro amore per poi piangere disperata. Quando Antonio fa ritorno ad Alessandria, per negoziare l'alleanza tra l'Egitto e Roma, Cleopatra ancora furiosa con Antonio, lo obbliga a umiliarsi, inginocchiandosi dinanzi a lei, e gli enumera le condizioni: dovrà cedere all'Egitto un terzo dei domini di Roma. Antonio acconsente alla cessione, scatenando le ire di Ottaviano. Quest'ultimo presenta in Senato il testamento di Antonio, che si conclude con la richiesta di seppellirlo ad Alessandria, cosicché tutti i senatori votano per la guerra contro l'Egitto.

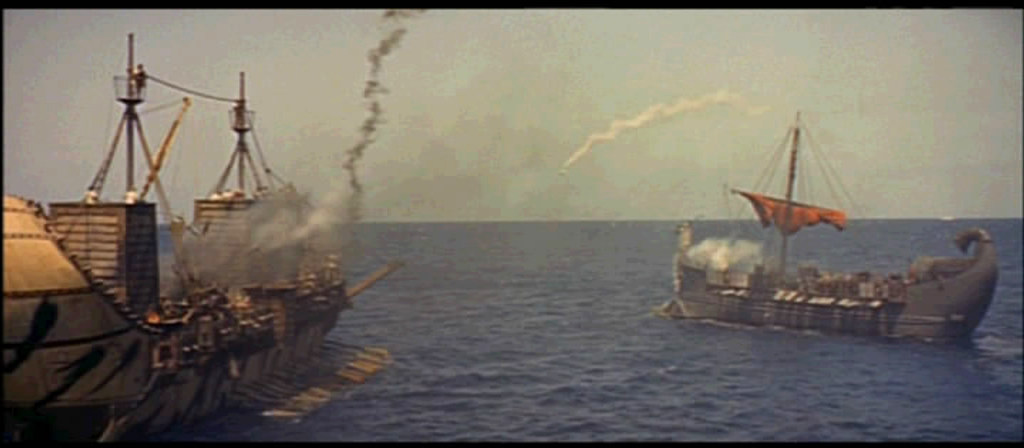
Battaglia navale

Le sorti della guerra vengono decise nella battaglia di Azio. Antonio viene intrappolato da Agrippa e l'equipaggio della sua nave si dà alla fuga. Vedendo in fiamme la nave di Antonio, Cleopatra ordina di tornare in Egitto. Quando si rende conto che Cleopatra sta fuggendo senza di lui, Antonio è furioso poiché si sente tradito dal suo amore. La coppia si ritrova al Alessandria, dove Antonio cade in depressione. Cleopatra dopo un duro e profondo confronto con l'amato, riesce a scuoterlo e a riaccendere in lui il desiderio di riprendere il comando dell'esercito egiziano.
Ottaviano, frattanto, si avvicina all'Egitto. Le forze di Antonio abbandonano l'accampamento durante la notte. Al suo arrivo al campo, il giorno dopo, Antonio trova il cadavere del suo comandante, Rufio. Tenta di sfidare Ottaviano a duello, ma la sfida viene rifiutata.
Quando Antonio ritorna, Cleopatra si è rinchiusa nel suo mausoleo. Apollodoro, temendo per la sua regina, gli riferisce falsamente che ella è morta. Antonio, disperato poiché sente di aver perso ogni cosa, si uccide gettandosi sulla sua spada. Pentito, Apollodoro gli rivela la verità e lo porta da Cleopatra perché muoia tra le sue braccia. L'esercito di Ottaviano arriva, si impadronisce della città e prende la regina prigioniera. Ottaviano vuole tornare in trionfo a Roma, dove Cleopatra sarà il suo trofeo. La invita perciò a giurare che non tenterà di farsi del male. Ma la determinata e temeraria Cleopatra, rifiutandosi di venire trattata come un bottino di guerra e distrutta per la morte dell'amato Antonio, dà ordini alle sue ancelle perché la preparino per il viaggio. Le due fedelissime giovani serve la implorano di poterla seguire nella morte portandole poi un cesto di fichi con dentro, ben nascosto, un velenoso aspide. Cleopatra introduce la mano sinistra nel cesto e il serpente la morde. Ottaviano riceve frattanto la lettera nella quale Cleopatra lo prega di seppellirla accanto ad Antonio. Non appena Agrippa ne termina la lettura, corrono alla tomba. Trovano Cleopatra già morta, distesa in pompa regale con i suoi abiti più eleganti e sfarzosi sul suo letto funebre, tra le sue due ancelle anch'esse morenti.

## Produzione
(Joseph L. Mankiewicz, Panorama, 23 agosto 1987)

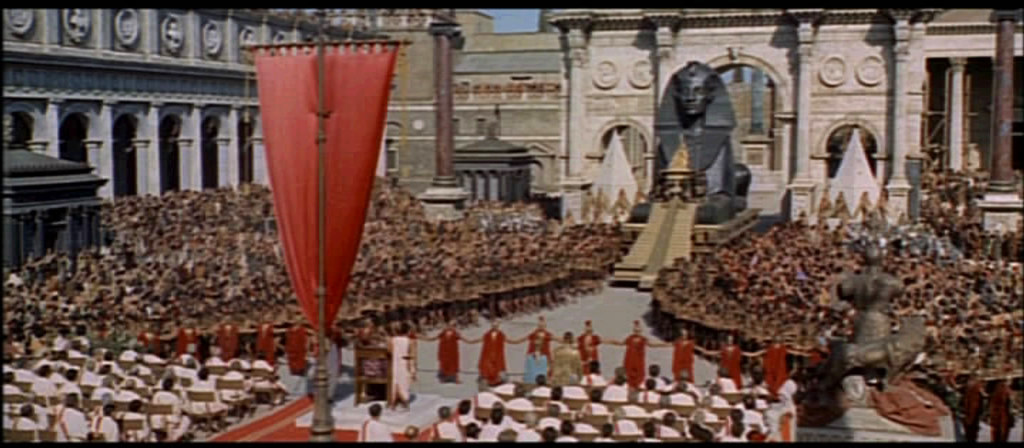
Premio Oscar per le scenografie

Il film è celebre per aver quasi mandato in fallimento la 20th Century Fox. Inizialmente il costo era stimato attorno ai 2 milioni di dollari, ma la sua realizzazione ne richiese ben 44 milioni (equivalenti a più di 300 milioni di dollari attuali), piazzando la pellicola al terzo posto tra i film più costosi prodotti nel mondo e al secondo tra quelli prodotti negli Stati Uniti (dopo Pirati dei Caraibi - Ai confini del mondo). Tali somme erano in parte dovute al fatto che gli elaborati scenari, costumi e materiali furono costruiti due volte, la prima durante le prime riprese a Londra e la seconda quando la produzione si trasferì a Roma, poi nella caratteristica Ischia Ponte, a est dell'isola d'Ischia nell'arcipelago campano.
Con ben 194 800 $ per i costumi di Elizabeth Taylor, Cleopatra detiene il record per la maggior somma di denaro spesa per un singolo attore. Tra i 65 costumi della diva c'era anche un vestito fatto a mano con oro a 24 carati.
Le riprese iniziarono a Londra nel 1960. Mankiewicz entrò nella produzione dopo le dimissioni del precedente regista (Rouben Mamoulian), che aveva in mente l'attrice afroamericana Dorothy Dandridge per il ruolo principale. Mankiewicz "ereditò" un film che aveva già superato di 5 milioni di dollari il budget previsto, oltre ad avere moltissimi problemi, soprattutto perché i due attori originariamente scelti per impersonare Cesare (Peter Finch) e Antonio (Stephen Boyd) lasciarono il film per altre produzioni. Mankiewicz fu inoltre licenziato durante la lavorazione, salvo essere riassunto quando nessun altro volle assumersi la responsabilità di portare a termine la pellicola.
Martin Landau fu contattato per interpretare Eufranore, ma quando non si trovò nessuno per interpretare Rufio, fu deciso che Landau avrebbe interpretato quest'ultimo personaggio. Per il ruolo di Marco Antonio furono pensati diversi attori prima di affidarlo a Burton; tra di loro ci furono: Marlon Brando, Stephen Boyd, Richard Johnson, Michael David, Peter O'Toole, Peter Finch e Laurence Harvey.
Per il ruolo di Cleopatra furono considerate diverse attrici prima di affidarlo alla Taylor; tra di loro ci furono: Susan Hayward, Joan Collins e Audrey Hepburn.
Elizabeth Taylor venne scritturata con un contratto pari a un milione di dollari, un record per l'epoca, con l'aggiunta di altri sette milioni di dollari come percentuale sugli incassi (il tutto pari a oltre 47 milioni di dollari odierni). L'attrice si ammalò di polmonite durante le riprese e fu necessario ricoverarla d'urgenza in ospedale, dove le venne praticata una tracheotomia per salvarle la vita. La produzione dovette essere trasferita a Roma dopo sei mesi, in quanto il clima inglese pregiudicava la guarigione della Taylor e deteriorava i set, particolarmente le piante esotiche. La cicatrice della tracheotomia effettuata alla Taylor durante il periodo delle riprese è visibile in numerose scene.

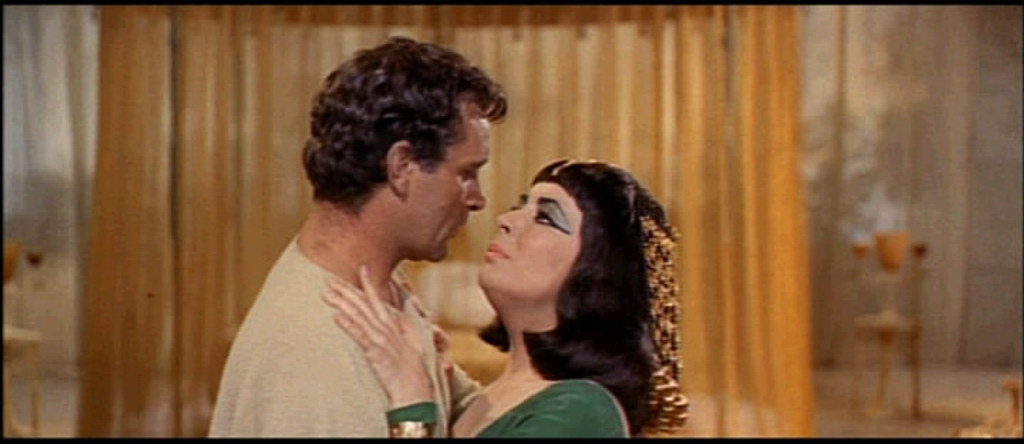
Richard Burton ed Elizabeth Taylor

Nel corso della lavorazione Elizabeth Taylor incontrò Richard Burton e i due iniziarono una relazione, che divenne immediatamente di dominio pubblico e scatenò uno scandalo, portando cattiva pubblicità su una produzione già problematica.
Il taglio e il montaggio delle scene girate da Mankiewicz ridusse dapprima il film alla durata di quattro ore (delle sei totali) ma, su richiesta degli studios e nonostante le obiezioni del regista, furono operati ulteriori tagli che lo ridussero a poco più di tre ore. Questo per far sì che le sale cinematografiche potessero incrementare il numero delle proiezioni quotidiane. Tra le scene tagliate c'è quella della morte di Rufio.
Mankiewicz tentò senza successo di persuadere la produzione a dividere il materiale in due film distinti, così da preservare tutte le scene. Le difficoltà e i costi per portare a termine il film segnarono la fine del genere peplum.

## Colonna sonora
La colonna sonora del film è stata scritta da Alex North. È stata pubblicata più volte, la prima come un album, e le successive con aggiunte: la più famosa è stata la Deluxe Edition del 2001 composta dalla Varèse Sarabande.

## Distribuzione
Inizialmente il film era stato programmato per l'uscita nel giugno del 1961 ma, a causa dei vari ritardi dovuti alle numerose complicazioni nella fase di produzione, la pellicola arrivò nei cinema solo due anni dopo.

### Altre edizioni
Nel 1979 la Fox lo ripropose nelle sale in una versione accorciata della durata di circa tre ore e, in seguito, fu riproposto anche in TV. Durante tutti questi anni, si è diffusa la voce dell'esistenza della versione completa del film della durata di sei ore. Infatti, l'opera doveva essere divisa in due parti: la prima dal titolo "Caesar and Cleopatra" e la seconda con quello di "Antony and Cleopatra". Questa, almeno, era l'intenzione iniziale ma, con il ritorno di Zanuck a capo della società cinematografica, fu ridotto alle quattro ore complessive.
Agli inizi degli anni 2000, la pellicola venne completamente restaurata per la pubblicazione in DVD. Il film Cleopatra è edito in DVD nei suoi originari 243 minuti, mentre si sta cercando di recuperare le due ore di pellicola rimanenti. Successivamente, nel 2012, fu pubblicato nell'edizione in doppio Blu-ray e integrato di alcune scene mancanti. In occasione del cinquantesimo anniversario, nel maggio del 2013, fu proiettato nei cinema di tutto il mondo: questa volta nella sua interezza. Nonostante le varie ricerche di materiale, in ogni caso, la versione divisa in due parti non fu mai ripristinata a causa del mancato ritrovamento della pellicola in questione.

### Edizione italiana
Per l'edizione home video del 2002, sono state aggiunte scene inedite con la direzione del doppiaggio e i dialoghi a opera di Cinzia De Carolis. Le edizioni home video distribuite da quell'anno includono varie scene con voci diverse per gli stessi interpreti, difatti queste non erano state precedentemente doppiate perché escluse dal montaggio iniziale; ciò è riscontrabile facilmente perché, oltre a variare la qualità del suono, differiscono anche per gli effetti sonori di base.

## Riconoscimenti
- 1964 – Premio Oscar
  - Miglior fotografia a Leon Shamroy
  - Miglior scenografia a John DeCuir, Jack Martin Smith, Hilyard M. Brown, Herman A. Blumenthal, Elven Webb, Maurice Pelling, Boris Juraga, Walter M. Scott, Paul S. Fox e Ray Moyer
  - Migliori costumi a Vittorio Nino Novarese, Irene Sharaff e Renié
  - Migliori effetti speciali ad Emil Kosa Jr.
  - Candidatura al miglior film a Walter Wanger
  - Candidatura al miglior attore a Rex Harrison
  - Candidatura al miglior montaggio a Dorothy Spencer
  - Candidatura al miglior sonoro a James Corcoran e Fred Hynes
  - Candidatura alla miglior colonna sonora ad Alex North

- 1964 – Golden Globe
  - Candidatura al miglior film drammatico
  - Candidatura al miglior regista a Joseph L. Mankiewicz
  - Candidatura al miglior attore in un film drammatico a Rex Harrison
  - Candidatura al miglior attore non protagonista a Roddy McDowall

- 1963 – National Board of Review Awards
  - Miglior attore a Rex Harrison

- 1964 - Grammy Award
  - Candidatura alla miglior colonna sonora ad Alex North

## Opere derivate
- Cleopatra: The Film That Changed Hollywood (2001), documentario televisivo